# Brian Steen Nielsen
 Der er flere personer med dette navn, se Brian Nielsen (flertydig).
Brian Steen Nielsen (født 28. december 1968) er tidligere fodboldspiller og forhenværende sportschef i AGF. Som spiller opnåede han 66 kampe på midtbanen for Danmarks fodboldlandshold.

## Biografi
Brian Steen Nielsen blev født i Vejle og spillede fra 1988-1992 i Vejle Boldklub. I 1989 blev han kåret som årets U/21-spiller af Dansk Boldspil-Union, og samme år debuterede han på A-landsholdet i forbindelse med den årlige vintertur.
I 1992 skiftede han til OB, hvor han spillede en enkelt sæson, inden han skiftede til Fenerbahçe SK. Dette fik daværende landstræner Richard Møller Nielsen til at få øjnene op for Nielsen igen, og han blev igen udtaget til landsholdet. Efter to år i Tyrkiet vendte han tilbage til OB, og han var nu blevet så etableret på landsholdet, at han deltog ved både Confederations Cup 1995 og EM i 1996.
I sommeren 1996 skiftede Brian Steen Nielsen så noget overraskende til japansk fodbold, idet han fik kontrakt med Urawa Red Diamonds. Kombineret med, at landsholdet fik ny træner (Bo Johansson), betød det, at han blev droppet til landsholdet i en periode. Det blev imidlertid kun til en enkelt sæson i Japan, og efter endnu en sæson i OB skiftede han til AB, hvor han som holdkaptajn var med til at vinde pokalturneringen. Han var nu vendt tilbage til landsholdet, hvor han sammen med Stig Tøfting udgjorde en tung midtbane. Imidlertid var den otte år yngre Thomas Gravesen dukket op, og Brian Steen Nielsen måtte ved EM 2000 indstille sig på at være reserve. Efter VM i fodbold 2002, hvor han fik 11 minutter i alt, stoppede han selv sin landsholdskarriere.
Efter AB havde han en enkelt sæson i Malmö FF, inden han sluttede karrieren med et par år i AGF, hvor han blev genforenet med sin gamle landsholdskammerat Stig Tøfting. Brian Steen Nielsen sluttede sin karriere som aktiv fodboldspiller med udgangen af 2004.
Efter af den aktive karriere har Brian Steen Nielsen fungeret som sportschef i AGF, men efter en skuffende 11. plads i superligaen og nedrykning til 1. division ( 3. nedrykning på bare 8 år), blev Brian Steen Nielsen fyret d. 19. maj 2014[kilde mangler]
I april 2016 blev det offentliggjort, at hans navn blev fundet blandt dem i Panama-papirerne. Nielsen stod som opretter af et selskab i de Britiske Jomfruøer, et af verdens populære skattely, selv afviste han ethvert kendskab til selskabet.

## Profil
Brian Steen Nielsen var kendt for at være en arbejdsom spiller, der havde sin force i det fysisk prægede spil. Han havde desuden et temperament, der gav ham et prædikat som en "hård hund". En episode i AGF gav ham et lidt kedeligt eftermæle, da han i en træningssituation nikkede holdkammeraten Nikolaj Hust en skalle. Pba. denne episode blev der rejst tiltale mod ham, og han blev efterfølgende dømt for vold i byretten i Aarhus. Enden af episoden blev, at han fik 10 dagbøder à 500 kr., men han fortsatte alligevel i AGF.

## Statistik

### Landsholdet
- Antal kampe: 66
- Antal mål: 3
- Antal kort: 0 røde, 6 gule

Desuden spillede han på U/21 landsholdet.